# جيمس ن. مورغان
جيمس ن. مورغان (بالإنجليزية: James N. Morgan)‏ هو اقتصادي أمريكي، ولد في 1 مارس 1918 في كورايدون في الولايات المتحدة، وتوفي في 8 يناير 2018.